# Massa-executie van politieke gevangenen in Iran in 1988
De massa-executie van politieke gevangenen in Iran in 1988 begon op 19 juli 1988 tijdens het bewind van premier Mir-Hossein Mousavi. Duizenden mensen werden gedurende meerdere maanden zonder geldig rechtsproces geëxecuteerd. De meerderheid van de geëxecuteerden was lid van de grootste oppositiepartij, de Iraanse Volksmoedjahedien, maar ook leden van kleinere, voornamelijk linkse partijen en oppositiegroepen, zoals de Tudehpartij van Iran, de Komala Partij van Iraans Koerdistan en de Democratische Partij van Iraans Koerdistan, waren het doelwit.

## Bevel van Khomeini

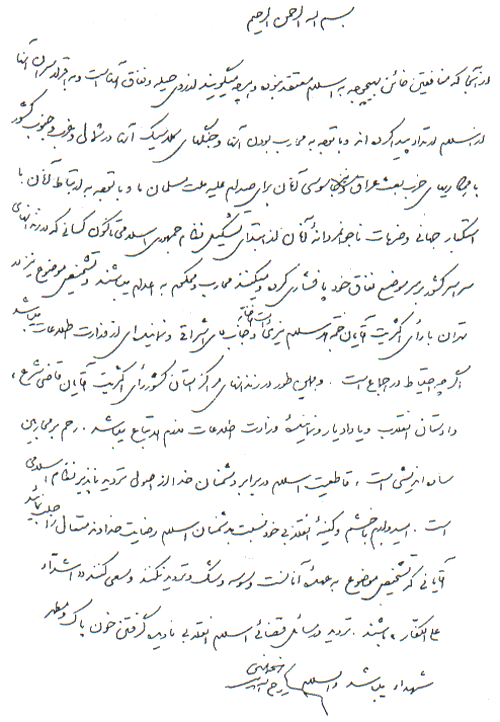
Khomeini's bevel tot executie van de gevangenen

Kort voordat de executies begonnen, vaardigde Ayatollah Khomeini een geheim bevel uit dat speciale commissies moesten worden gevormd om de Volksmoedjahidien te bestrijden. Zij zijn volgens Khomeini oorlogsstokers en afvalligen van het islamitische geloof. Op geloofsafval staat de doodstraf in Iran. Door sommigen wordt dit bevel beschouwd als een fatwa.
In het eerste deel van het bevel worden redenen voor de executies genoemd:

Aangezien de verraderlijke Monafeqin [Moedjahedien] niet in de islam geloven en wat ze zeggen voorkomt uit bedrog en hypocrisie,

en hun leiders hebben toegegeven dat ze afvalligen zijn geworden en ze oorlog voeren tegen God,

en zij zich bezighouden met klassieke oorlogvoering aan het westelijk, noordelijk en zuidelijk front,
 
en zij samenwerken met de Ba'ath-partij van Irak en voor Saddam spioneren tegen onze moslimnatie,

en  zij verbonden zijn met wereldarrogantie,

en in het licht van hun laffe aanvallen tegen de Islamitische Republiek sinds haar oprichting,

is besloten dat degenen die in het hele land in de gevangenis zitten en standvastig blijven in hun steun aan de Monafeqin [Moedjahedien], oorlog voeren tegen God en worden veroordeeld tot executie.

## Doodscommissies
De dag na de publicatie van het bevel werden doodscommissies opgericht om de executies te organiseren. Ze waren samengesteld uit een islamitische rechter, een vertegenwoordiger van het ministerie van Inlichtingen en een openbare aanklager. Leden van de doodscommissie in Teheran waren:  Hossein-Ali Nayyeri (toenmalig rechter), Morteza Eshraqi (aanklager van Teheran), Ebrahim Raisi  (plaatsvervangend aanklager) en Mostafa Pourmohammadi (vertegenwoordiger van het Ministerie van Inlichtingen in de Evin-gevangenis).

## Executies
De eerste golf van executies was gericht op de Moedjahedien. Veel ‘rechtszaken’ door de doodscommissies duurden slechts enkele minuten. Het executietempo lag volgens ooggetuigen zo hoog dat de gevangenen in een vorkheftruck werden geladen om in groepjes van vijf opgehangen te worden aan een hijskraan. Na een half uur kwam de volgende groep. Deze executiegolf eindigde op 15 augustus 1988, toen Ayatollah Montazeri erin slaagde de doodscommissie van Teheran te overtuigen om de executies te stoppen met het argument dat het niet volgens de traditie is om gevangenen te executeren tijdens de maand muharram. Het is echter ook mogelijk dat de executies half augustus eindigden, omdat er geen Moedjahedien meer waren om te executeren.
Op 27 augustus 1988 begon de tweede golf die zich richtte op linkse gevangenen in onder meer Evin- en de  Gohardashtgevangenis. Deze tweede golf raakte veel meer mensen dan de aanvankelijke fatwa, die gericht was op de Volksmoedjahedien. Er bestaat dan ook het vermoeden van het bestaan van een tweede bevel van Khomeini die de tweede golf van executies inleidde. De doodscommissie vroeg aan de gevangenen: Bent u een moslim? Bidt u? Vast u? Leest u de koran? Geloven uw ouders in de zuilen van de islam? Als de antwoorden op deze vragen in de ogen van de doodscommissie niet afdoende waren, werd de betreffende persoon als een afvallige gezien en naar de galg gestuurd.

## Aantal slachtoffers
Amnesty International schatte het aantal executies in 1990 op 2500. Sindsdien heeft het verzamelen van informatie van families, door politieke partijen waarvan de leden betrokken waren en door mensenrechtenorganisaties, het mogelijk gemaakt een lijst met namen op te stellen van 4000 tot 5000 slachtoffers. Ayatollah Montazeri sprak van 2800 tot 3800 geëxecuteerde mensen aan het einde van de eerste twee weken van executies. De Volksmoedjahidien schat het aantal slachtoffers op 30.000, wat veel hoger is dan de andere schattingen.

## Veroordeling
De Iraniër Hamid Nouri was gevangenisbeambte in de Iraanse gevangenis Gohardasht ten tijde van massa-executie in 1988. Hij werd in 2019 opgepakt op de luchthaven van de Zweedse hoofdstad Stockholm en er door de lokale rechtbank eind 2023 tot levenslange opsluiting veroordeeld voor zijn rol bij de executies en folteringen van dissidenten. Reeds in juni 2024 kwam Nouri vrij dankzij een gevangenenruil met de Zweedse EU-diplomaat Johan Floderus en de Zweed Saeed Azizi, die alle twee in Iran opgesloten zaten.